# 6399 Harada
A 6399 Harada (ideiglenes jelöléssel 1991 GA) a Naprendszer kisbolygóövében található aszteroida. Tsutomu Seki fedezte fel 1991. április 3-án.